# جمال أغماني
جمال أغماني (بالفرنسية: Jamal Aghmani)‏ (وُلِد في 1 سبتمبر 1958 بالرباط)، وهو الوزير السابق للتشغيل والتكوين المهني في حكومة عباس الفاسي.

## السيرة الذاتية

### الدراسة
حصل على شهادة الإجازة في العلوم الاجتماعية من كلية الآداب والعلوم الإنسانية بجامعة محمد الخامس بالرباط سنة 1982، كما حاز على شهادة استكمال الدراسات المعمقة في العلوم الاجتماعية من نفس الكلية عام 1985، وفي السنة ذاتها حصل على شهادة الكفاءة التربوية.

### الحياة المهنية
وقد شغل منصب مدير مركزي بكتابة الدولة المكلفة بالأسرة والطفولة والأشخاص المعاقين.
ومن 1998 إلى 2000، تم تكليفه بالدراسات بوزارة التنمية الاجتماعية والتشغيل والتضامن والتكوين المهني، ثم مكلفاً بالدراسات بالوزارة المكلفة بأوضاع المرأة ورعاية الطفولة وإدماج المعاقين لمدة سنتين ما بين 2000 و2002.
كما تقلد منصب مدير مديرية الوقاية والاتصالات والتعاون بكتابة الدولة المكلفة بالأسرة والطفولة والأشخاص ذوي الإعاقة من 2002 إلى 2006، ليتم بعدها خلال سنة 2006 تعيينه مديراً للشؤون العامة والتعاون داخل نفس الإدارة.
ومن 1997 حتى 1998 تم انتخابه نائباً برلمانياً عن مدينة سلا.
وهو كذك عضو بالمجلس الوطني للاتحاد الاشتراكي للقوات الشعبية.
وعمل كأستاذ باحث بمعهد الدراسات والأبحاث للتعريب بجامعة محمد الخامس بالرباط في الفترة الممتدة ما بين 1984 و1997.
وفي 15 أكتوبر 2007، عين وزيراً للتشغيل والتكوين المهني في حكومة عباس الفاسي وهو منصب تقلده حتى تعيين عبد الواحد سهيل خلفاً له في 3 يناير 2012.

## وصلات خارجية
- لقاء مع جمال أغماني في برنامج الهضرة عليك